# Ten Pound Poms
Ten Pound Poms är en brittisk-australisk dramaserie som hade premiär på BBC One den 15 maj 2023. Den andra säsongen hade premiär den 9 mars 2025. Serien är skapad av Daniel Brocklehurst.

## Handling
En grupp britter lämnar det efterkrigstida Storbritannien år 1956 för att ge sig ut på ett äventyr med målet Australien. Familjen Roberts försöker göra det bästa av sin situation, men livet i härbärget prövar dem.

## Rollista (i urval)
- Michelle Keegan - Kate Thorne
- Warren Brown - Terry Roberts
- Faye Marsay - Annie Roberts
- Rob Collins - Ron Mohoney
- David Field - Dean Spender
- Stephen Curry - JJ Walker
- Leon Ford - Bill Anderson
- Emma Hamilton - Sheila Anderson
- Hugo Johnstone-Burt - Henry Broad